# Csányó vára
Csányó vára (horvátul: Stari grad Čanjevo) egy várrom Horvátországban, a Visokóhoz tartozó Čanjevo település határában.

## Fekvése
A romok a falutól keletre emelkedő 320 méter magas Ribelj-domb tetején találhatók.

## Története
A várat a Csányói nemzetség építtette a 13. században. Valószínűleg a IV. Béla király rendeletére a tatárjárást követően épített várak közé tartozott, mert 1265-ben említik először. A 14. században egy Jakab nevű nemes tulajdonában volt. 1459-től 1517-ig, egy bizonyos Spiranec György, majd halála után özvegye volt a birtokosa.  Ezután 1600-ig a Prashóczy család tulajdona volt. A 16. század közepére a török hódítók egyre gyakrabban törtek be Szlavónia nyugati vidékeire. 1552-ben Maruševec mellett a Zrínyi Miklós bán vezette horvát hadaknak kellett visszaverni Ulama bég támadását. Ezután Csányó is a végvári rendszer része lett, melynek falait és őrségét megerősítették. 1557-ben a horvát szábor zágrábi ülésén a várat („Chyano in Crisiensis”) külön is megemlítik mint Praschóczy István birtokát, majd Bécsben is felmerül a neve a védelmi rendszerrel kapcsolatban németesen „Tschemia” alakban. 1563-ban Ferdinánd király küld ki egy bizottságot, hogy jelentést tegyen a végvári védelmi vonal állapotáról és utalás történik Humnál és Csányónál két előretolt fa őrtoronyról. 1598-ban a várat „castrum Chanyo” alakban említik. A 17. századra elveszítette korábbi jelentőségét, ezért elhagyták. Azóta pusztul.

## A vár mai állapota
A romok központi része egy 30-15 méter nagyságú területet foglal el a dombtető közepén. Legmagasabb déli részén az őrtorony maradványai, míg az út az északi oldalon vezetett fel. A nyugati oldalon a várfal mintegy 15 méter hossza áll még, vastagsága 1,7-től 2 méterig terjed, legmagasabb részén eléri az 5 métert. A központi résztől északra egy árokszerű mélyedéssel elválasztva szintén láthatók kisebb falmaradványok. A feltárás során középkori cserép és tégla maradványok kerültek itt elő. A várdomb déli részén kőbánya működött. Az 1998-as állapotfelmérés megállapította, hogy a termelés során alkalmazott robbantások a várfalakban súlyos károkat okoztak, egyes helyeken a felszíni részek teljesen megsemmisültek. Ezért a bánya további terjeszkedését leállították.